# Hyles dealbata
Hyles dealbata är en fjärilsart som beskrevs av Schultz. 1911. Hyles dealbata ingår i släktet Hyles och familjen svärmare. Inga underarter finns listade i Catalogue of Life.